# Julien Gabriel Leclercq
Pour les articles homonymes, voir Julien Leclercq.
Julien Gabriel Leclercq, né à Gand le 23 février 1805 et mort à Bruxelles le 23 février 1882, est un sculpteur, un graveur et un médailleur belge.
Au Salon de Bruxelles de 1836, il obtient une médaille de bronze et mène de front une activité artistique et professorale. Ses médailles et ses sculptures sont régulièrement commandées par les autorités officielles. Le Rijksmuseum Amsterdam conserve douze médailles de Julien Leclercq.

## Biographie

### Famille
Julien Gabriel Leclercq, né rue royale à Gand le 23 février 1805) est le fils de Gabriel Leclercq, orfèvre, et de Ludwine Fourez. Julien Leclercq se marie à Bruxelles le 20 juin 1837 avec Marie Thérèse Pauline Kerckx (née à Bruxelles le 27 septembre 1808). Le couple a au moins trois fils : Edmond (1838), ingénieur civil, Victor (1841), chef de bureau à l'administration des chemins de fer, et Auguste (1842), employé.

### Formation
Julien Leclercq est étudiant à l'Académie royale des beaux-arts de Gand, où il obtient de nombreux prix dans la classe de sculpture. Il suit également les cours du sculpteur originaire de Feluy Philippe Parmentier. Ensuite, une bourse octroyée par Guillaume Ier roi des Pays-Bas lui permet, à partir de 1828, et ce durant sept ans, de parfaire sa formation à Paris, auprès de Pierre-Jean David d'Angers, selon les dires de sa famille et de l'historien Édouard Fétis, et à l'école de François-Joseph Bosio et de Pauli selon l'historien et critique d'art Edmond Marchal.

### Carrière
Julien Leclercq s'établit rue aux Fleurs à Bruxelles en 1835, car les ressources pour le placement de ses œuvres y est plus favorable qu'en France. Il obtient une médaille de bronze au Salon de Bruxelles de 1836 pour ses médailles.
En 1864, Julien Leclercq devient directeur de l'Académie de dessin de Lokeren,.
Julien Gabriel Leclercq meurt, à l'âge de 77 ans, rue du Commerce no 32 à Bruxelles, le 23 février 1882.

## Œuvre

### Caractéristiques

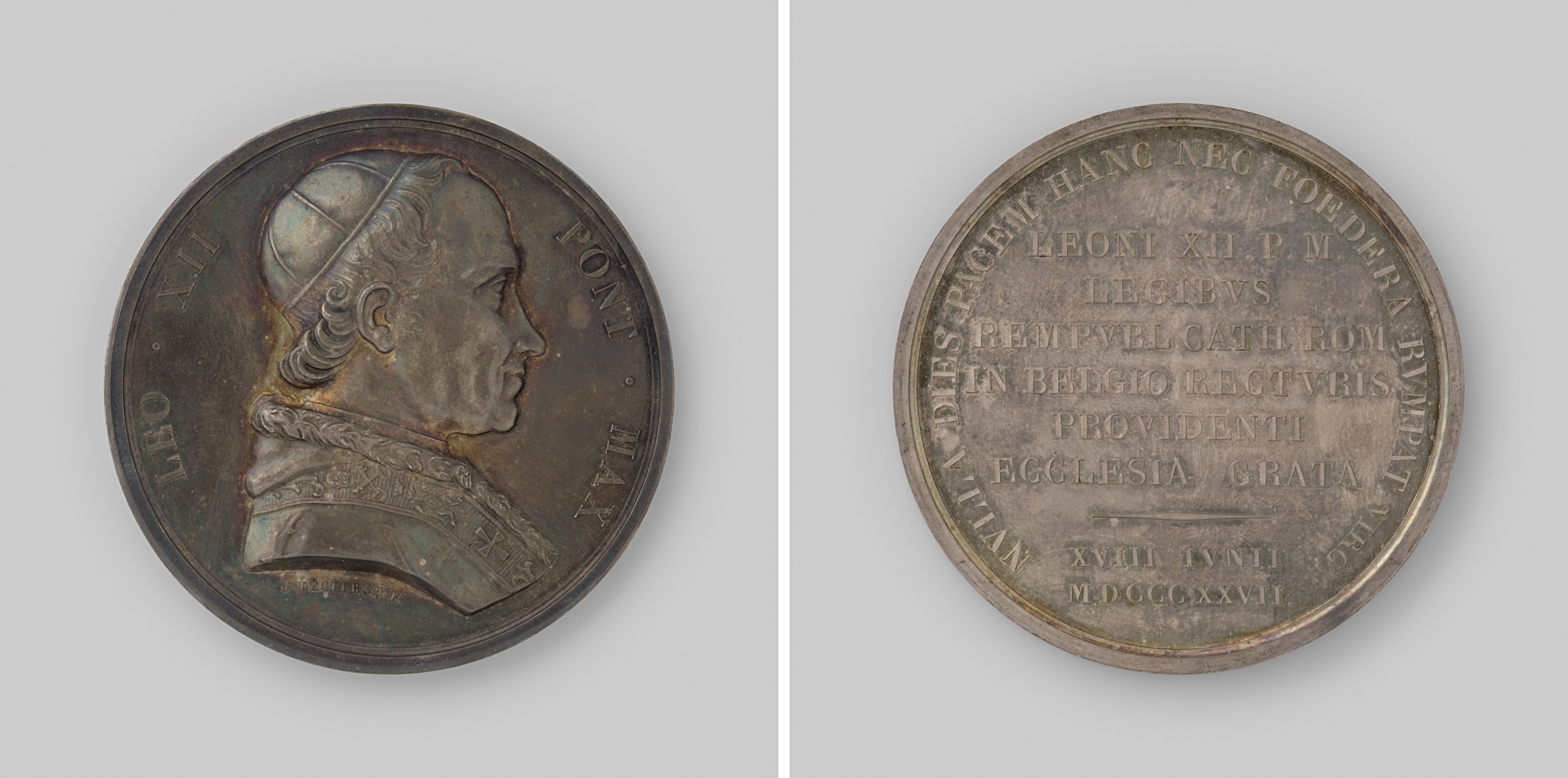
Le Concordat de 1827 entre le pape Léon XII et le roi des Pays-Bas, première médaille réalisée par Julien Gabriel Leclercq.

En qualité de sculpteur, Julien Leclercq réalise des bustes de qualité, comme celui de la future reine Marie-Henriette présenté au Salon de Bruxelles de 1854, ou celui de Pierre de Ram, recteur de l'Université catholique de Louvain, placé dans le vestibule du Palais des Académies à Bruxelles. À la demande de l'architecte Tilman-François Suys, il sculpte le bas-relief Le Triomphe de la croix et plusieurs statues placées sur les tours de l'église Saint-Joseph de Bruxelles, édifiée de 1842 à 1849 dans le quartier Léopold. Il orne également la façade de la gare de Gand-Sud, érigée en 1837 et détruite en 1928, de deux figures allégoriques. Il est aussi l'auteur, en 1845, d'une statue représentant trois enfants soutenant une vasque décorant l'ancienne société du commerce à Bruxelles.
Comme médailleur, Julien Leclercq réalise sa première médaille en 1827. Elle représente, à l'occasion du Concordat entre le Royaume uni des Pays-Bas et le Saint-Siège, le souverain pontife Léon XII. En 1854, La Revue le numismatique belge précise que l'artiste excelle en ce domaine et mentionne 29 autres médailles représentant divers sujets, tels que l'effigie de Surlet de Chokier (1831), le mariage du roi des Belges (1832), La Navigation maritime (1844), le Conservatoire royal de Bruxelles, (1845) et le roi Léopold Ier (1847-1851),.

### Médailles

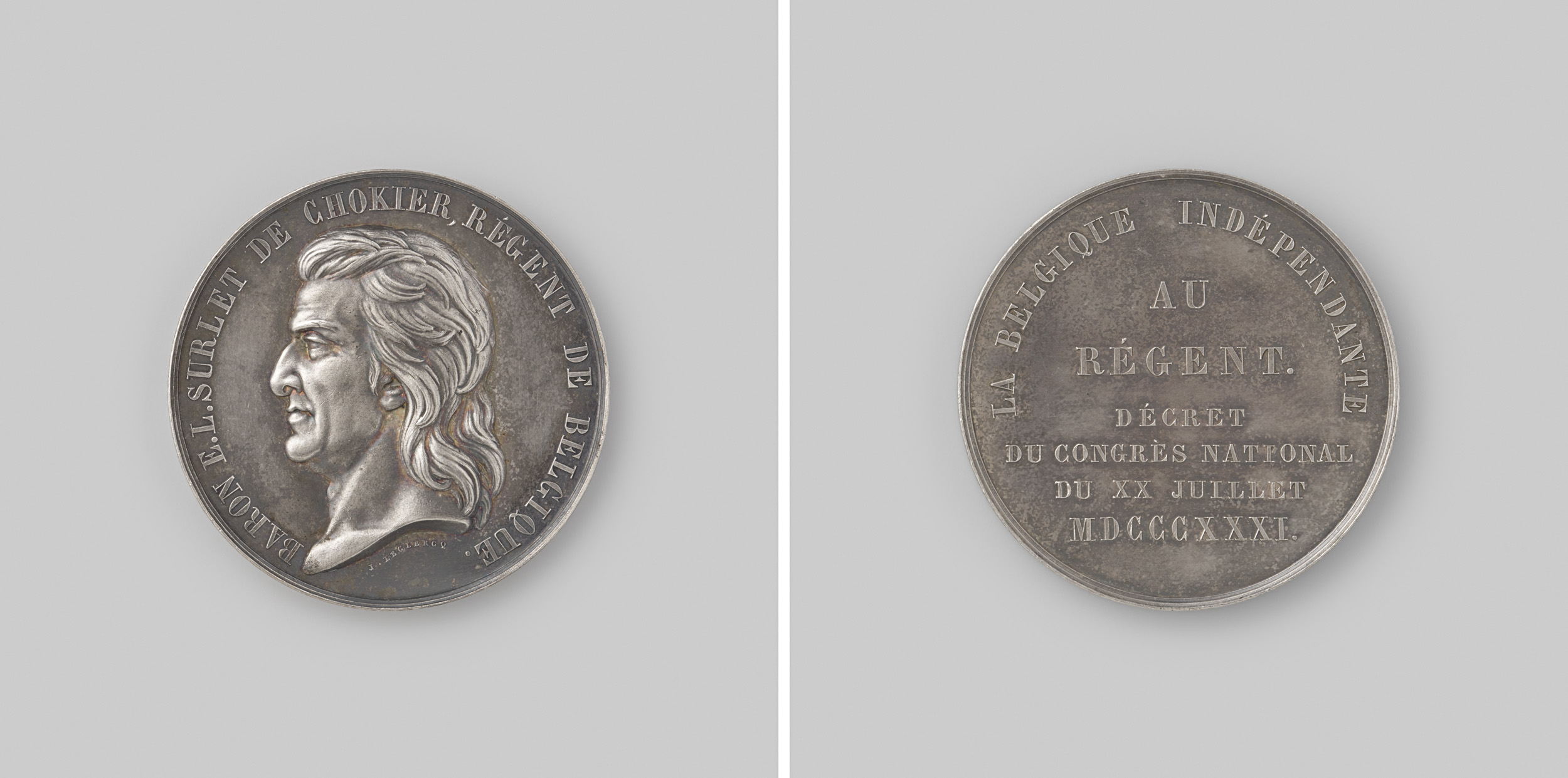
Effigie du baron Surlet de Chokier, régent du royaume de Belgique en 1831.
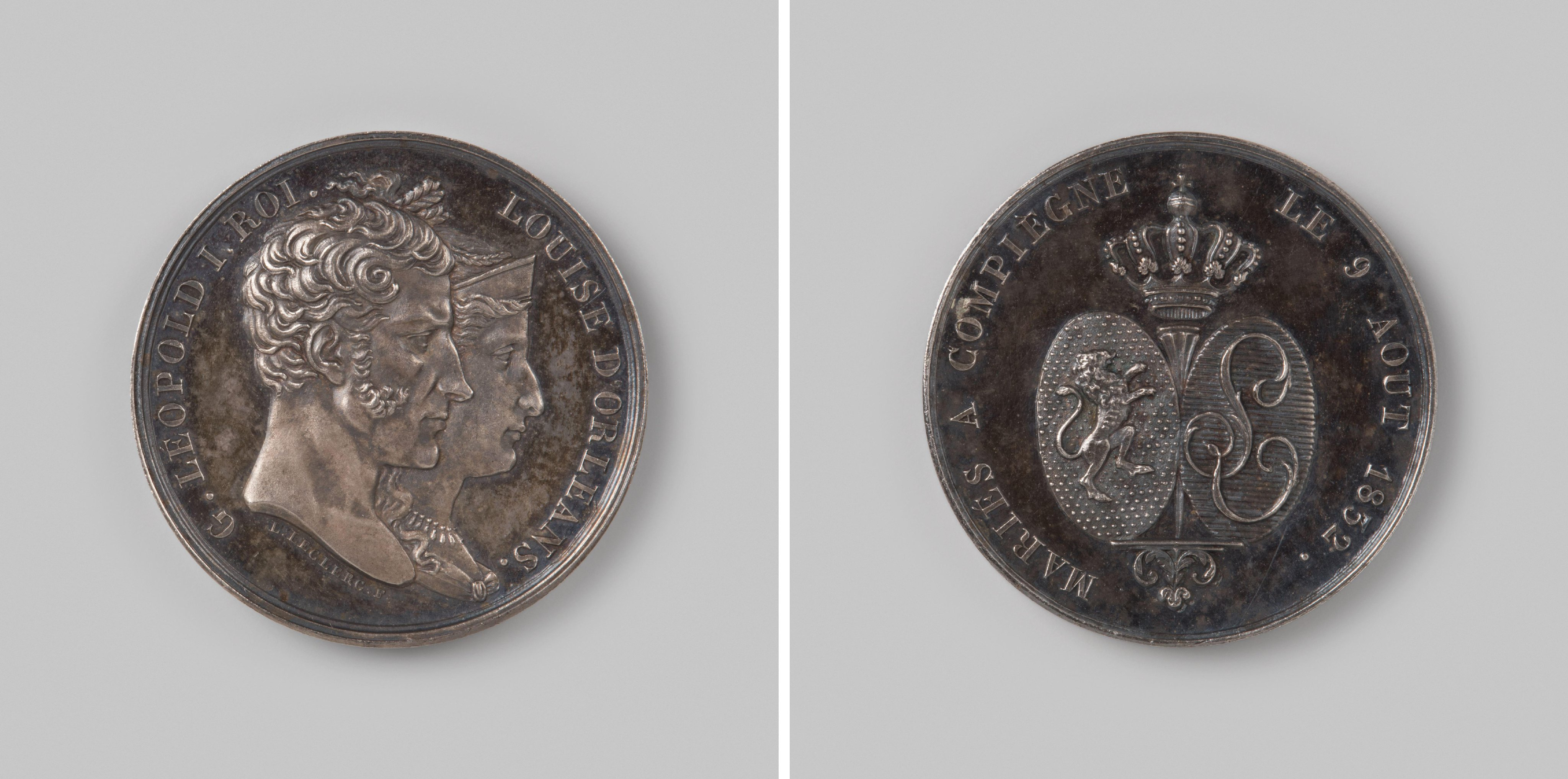
Mariage du roi des Belges Léopold Ier et de la reine Louise en 1832.

### Expositions
- Salon de Gand (XVI) de 1835 : Apollon et les Muses (esquisse d'un bas-relief en plâtre) et Médaille célébrant le concordat de 1827[8].
- Salon de Bruxelles de 1836 : un cadre renfermant des médailles (médaille de bronze)[9].
- Salon de Bruxelles de 1842 : un cadre contenant des médailles[10].
- Salon de Bruxelles de 1845 : Groupe d'enfants (plâtre commandé par la Société de commerce de Bruxelles) et un cadre renfermant des médailles[11].
- Salon de Bruxelles de 1854 : Portrait de SAR la duchesse de Brabant (buste en plâtre)[12].

### Collections muséales
- Rijksmuseum Amsterdam : douze médailles[13].

## Honneur
- Chevalier de l'ordre de Léopold (28 mai 1872)[14].